# Dolichopus basisetus
Dolichopus basisetus är en tvåvingeart som beskrevs av Yang 1998. Dolichopus basisetus ingår i släktet Dolichopus och familjen styltflugor. Inga underarter finns listade i Catalogue of Life.